# Giorgio Martinuzzi
 (octobre 2019).
Si vous disposez d'ouvrages ou d'articles de référence ou si vous connaissez des sites web de qualité traitant du thème abordé ici, merci de compléter l'article en donnant les références utiles à sa vérifiabilité et en les liant à la section « Notes et références ».
Giorgio Martinuzzi dit  Frère Georges , (hongrois: Fráter György ; croate: Juraj Utješinović; né à Kamičak en Croatie, 1482-1551) est un prélat et un homme d'Etat hongrois du XVIe siècle. Cardinal, il est régent de Transylvanie de 1540 à 1551.

## Biographie

### Origine
Giorgio Martinuzzi, né Juraj Utješinović en Dalmatie en 1482, de Grgur Utješinović, petit noble croate tué au combat contre les Turcs, et de Anna Martinuzzi, issue d'une famille patricienne de Venise et dont l'un des frères est évêque. C'est pour cette pour raison que le jeune Giorgio prend le patronyme de sa mère, afin de faciliter sa carrière dans l'Église. Il convient de souligner que ses adversaires, les protestants hongrois, le dénommaient le plus souvent le « moine György » (Fráter György), les textes des historiens français l'appelant également « frère Georges ».

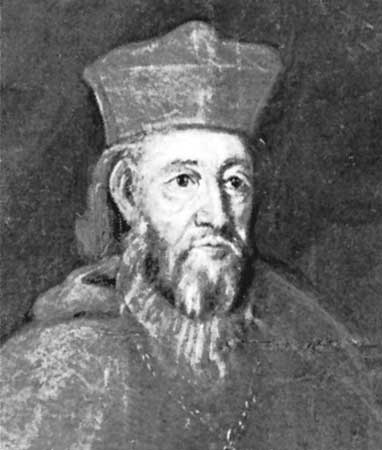
Giorgio Martinuzzi, anonyme, musée national hongrois de Budapest.

Il rencontre le roi Jean Zápolya (en hongrois : Szapolyai János) en 1527. Il devient l'un de ses plus habiles conseillers et est nommé au conseil royal avec la charge de Trésorier, puis, en 1535, évêque de Nagyvárad (aujourd'hui en roumain Oradea, en allemand Großwardein). À la mort de Jean Zápolya, le 22 juillet 1540, il assume avec la reine Isabelle Jagellon la régence de son fils nouveau-né Zsigmond János (en français Jean-Sigismond).

### Régent de Transylvanie
Giorgio Martinuzzi mène une politique complexe : en 1543, il doit se résoudre au premier paiement au Sultan par la Transylvanie - ou plus exactement, par les régions orientales de la Hongrie aux mains de la famille Zapolya, le centre étant occupé par les Turcs et l'Ouest par les Habsbourg - d'un tribut annuel de 10 000 florins. Malgré son hostilité aux protestants, la Réforme fait de rapide progrès sous son gouvernement et devient majoritaire en Transylvanie, où les biens de l'Église sont sécularisés. On tente par ailleurs de part et d'autre de réunifier le pays, ce qui entraîne des conflits avec la reine-mère Isabelle Jagellon : après la reconnaissance en 1549 de la suzeraineté du roi de Hongrie concurrent Ferdinand sur la Transylvanie et sur les territoires rattachés à elle, la convention de Nyírbátor, un second traité signé à Nagyvárad  en 1551 prévoit la renonciation au trône de Hongrie de Jean II, moyennant une compensation financière et territoriale - par l'attribution d'un autre fief -, et la reconnaissance de Ferdinand Ier comme seul souverain élu de Hongrie. La reine Isabelle dénonce le traité et réaffirme peu après les droits de son fils mineur, mais elle doit abdiquer le 19 juin, et se retirer avec Jean-Sigismond en Silésie pendant que la diète de Kolozsvár du 26 juillet 1551 reconnait Ferdinand Ier comme seul souverain.

### Voïvode de Transylvanie

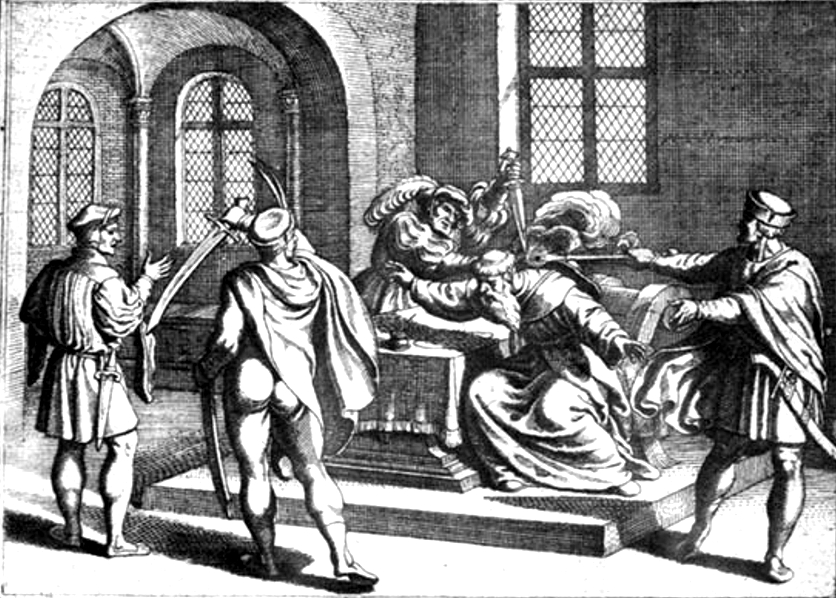
L'assassinat du cardinal Giorgio Martinuzzi par des assassins envoyés par le général impérial Giambattista Castaldo le 17 décembre 1551.

Giorgio Martinuzzi, toujours soucieux de l'unité du pays, fait appel au futur empereur Ferdinand Ier du Saint-Empire soutenu par son frère Charles-Quint, dont les troupes de 6 à 7 000 hommes commandées par Giovanni Battista Castaldo occupent la Transylvanie afin de prévenir une réaction violente des Turcs. En échange, l'ex-régent Martinuzzi est nommé voïvode, continuant à gouverner l'Est de la Hongrie réunifiée. Rapidement, les forces de Castaldo « trop nombreuses pour une garde d'honneur, pas assez nombreuses pour une armée », se révèlent n'être d'aucun secours pour le pays : les principaux acteurs de la politique interne transylvaine, les « Trois Nations » (noblesse hongroise, Saxons et Sicules), s’inquiètent sourdement de la stratégie du voïvode, ce qui signifie une sérieuse menace pour la vie de celui-ci. Choisissant de louvoyer, Martinuzzi donne des gages à la Sublime Porte dans le même temps qu'il s'affirme  le serviteur fidèle des Habsbourg, alors sur le point de lui faire remettre par le pape le chapeau de cardinal. Ses actions en sous-main auprès des Ottomans sont cependant découvertes et considérées comme une trahison.
Giorgio Martinuzzi est assassiné le 17 décembre 1551[réf. nécessaire] dans son palais d'Alvinc, au cœur du voïvodat de Transylvanie, par les spadassins italiens de Sforza Pallavicini. Meurtre d'un prince de l'Église qui paraît impliquer le frère de l'Empereur du Saint-Empire, cette fin contribue grandement au renom du gouverneur, sur la mort de qui le pape lui-même exige une enquête en des temps où l'esprit de croisade nourrit encore curiosité et admiration envers les héros forcés de se battre contre la marée turque aux marges de la chrétienté.